# Amplificació
|  | Per a altres significats, vegeu «amplificador». |

L 'amplificació d'un so és el procés d'augmentar la seva amplitud, el que fa que augmentin també la seva intensitat (sonoritat) i el seu potència (volum).
L'amplificació no actua directament sobre l'ona sonora, sinó que actua sobre el senyal elèctric en què ha estat transformada (transducció), abans que entri en l'equip electrònic per al seu processament. A la sortida del preamplificador o amplificador, quan el senyal sigui novament reconvertit en àudio, aquesta modificació (amplificació), afectarà la forma de l'ona resultant, que haurà augmentat la seva amplitud i serà, per tant, més intensa i potent.